# Paesaggio (De Amicis)
Paesaggio è un dipinto di Cristoforo De Amicis. Eseguito nel 1960, appartiene alle collezioni d'arte della Fondazione Cariplo.

## Storia
Il dipinto fu acquistato dalla Fondazione Cariplo nel febbraio del 1962, poco dopo la chiusura della prima edizione del Premio di pittura "Cinisello Balsamo" (novembre 1961), del cui comitato d'onore faceva parte Giordano Dell'Amore, all'epoca rettore dell'Università Bocconi e presidente della Cariplo.

## Descrizione
Si tratta di un paesaggio collinare dominato da tonalità verdi e brune, stese con pennellate geometriche ispirate alla lezione cézanniana.